# Национальный парк Акагера
Национальный парк Акагера (руанда Pariki y'Akagera, фр. Parc national de l'Akagera, англ. Akagera National Park) — охраняемая территория на востоке Руанды площадью 1122 км2 вдоль границы с Танзанией.
Парк основан в 1934 году и является местом обитания животных саванны, горной местности и болот, он получил название по реке Кагера, которая протекает вдоль его восточной границы, впадая в озеро Ихема. Сложная система озёр и связующих их папирусных болот занимает более трети территории парка, который является крупнейшим охраняемым водно-болотным угодьем в Восточной и Центральной Африке.

## История

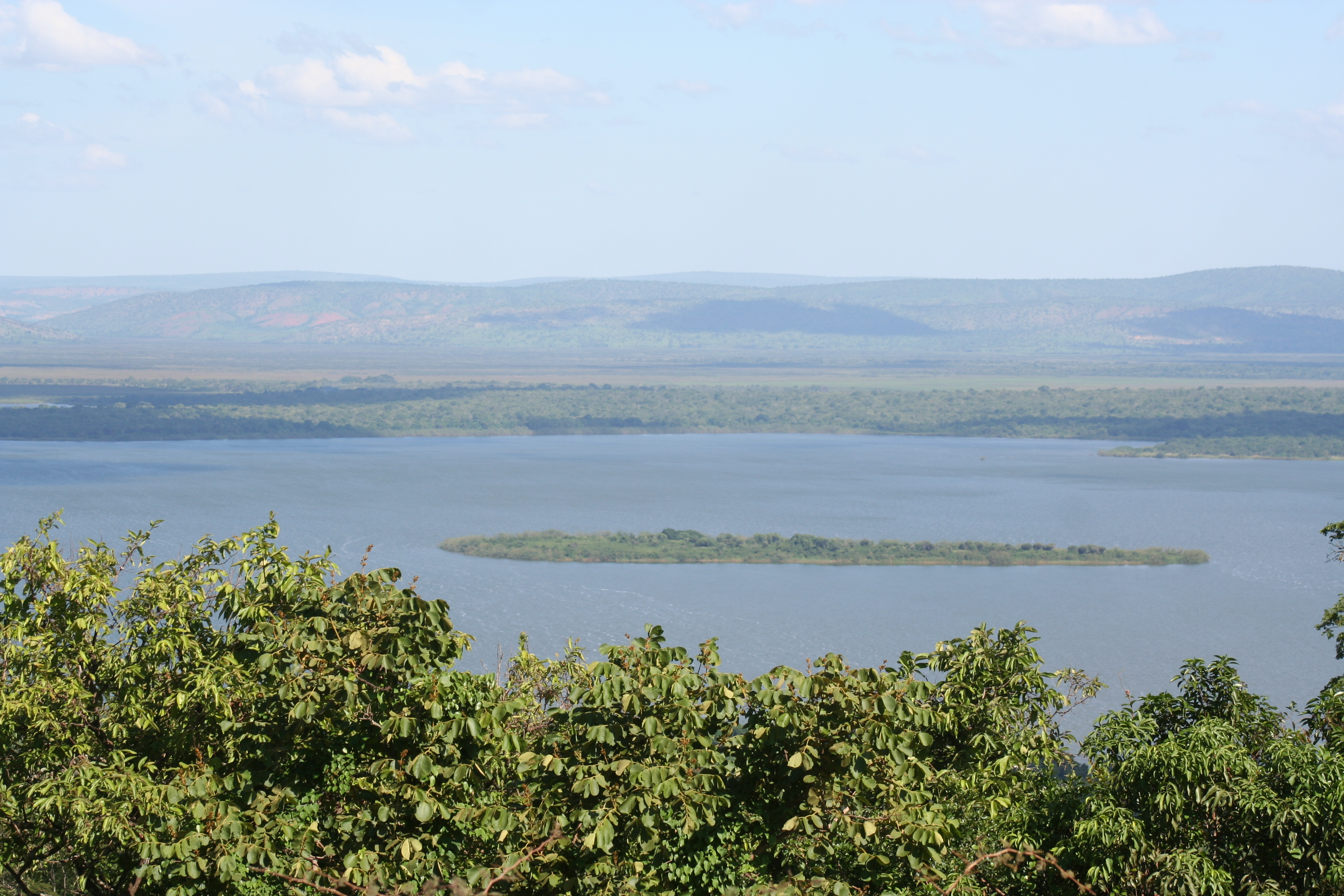
Озеро Ихема

Национальный парк был основан в 1934 году бельгийским колониальным режимом, Руанда-Урунди. Площадь парка на тот момент составляла 2500 км², и уже тогда он был известен своим биоразнообразием. В 1957 году в парк завезли чёрных носорогов из Танзании. К 1970 году на территории парка обитало более 50 чёрных носорогов. Из-за широко распространённого браконьерства в последующие десятилетия популяция сокращалась, и последнее подтверждённое наблюдение отмечено в 2007 году. В 1986 году из Кении были завезены масайские жирафы. К 2024 году их популяция выросла до 78 особей.
В 1990 году в Акагере обитало от 250 до 300 львов. Трагические события, происходившие в Руанде в 1990-е годы, имели тяжкие последствия и для парка: местная экосистема была разрушена, множество диких животных погибли. В середине 2010-х годов началось постепенное восстановление Акагеры.
В июле 2015 года Слоновый парк Тембе (провинция Квазулу-Натал, ЮАР) пожертвовал Акагере двух львов-самцов. С тех пор популяция львов выросла до 58 особей.
В мае 2017 года в результате совместной операции совета по развитию Руанды и африканских парков были реинтродуцированы из ЮАР 18 восточных чёрных носорогов, которые отсутствовали здесь 10 лет. С реинтродукцией чёрных носорогов и львов национальный парк теперь является домом для всей «большой африканской пятерки»: льва, африканского леопарда, саванного слона, носорога и африканского буйвола.
В апреле 2019 года парк посетили президент Руанды Поль Кагаме вместе с эмиром Катара Тамимом ибн Хамадом аль-Тани, в июне того же года национальный парк получил пять восточных чёрных носорогов из трёх зоопарков Европы. Это переселение было первым в своём роде.
В ноябре 2021 года 30 белых носорогов были успешно переселены в национальный парк Акагера из частного охотничьего заповедника Финда в ЮАР, в результате крупнейшей одиночной транслокации носорогов, направленной на расширение ареала вида и создание нового места размножения в Руанде. В 2023 году Африканские парки[кто?] сообщили, что родилось несколько новых детёнышей, и потому есть основание надеяться, что животные адаптировались к новой среде.
С 2010 года численность крупных млекопитающих в парке увеличилась с 4000 особей до более чем 13 500 в 2018 году.

## Фауна

### Большая африканская пятёрка
В парке обитают все представители «большой пятёрки» — пять крупнейших млекопитающих Африки: слон, буйвол, носорог, лев и леопард.
Буйволы являются самыми распространёнными представителями большой пятёрки в парке, и их можно увидеть в самых разных местах обитания по всей его территории. Здесь насчитывается около 4000 буйволов.
Несколько десятилетий назад слоны становились жертвами жестокого браконьерства во время гражданских войн. Но усилия правительства Руанды и организации африканских парков, которая управляет парком последние 10 лет, привели к восстановлению популяции слонов. По данным переписи животных, проведённой в 2021 году, в парке насчитывается около 133 слонов.
Леопардов можно увидеть преимущественно во время ночных сафари.

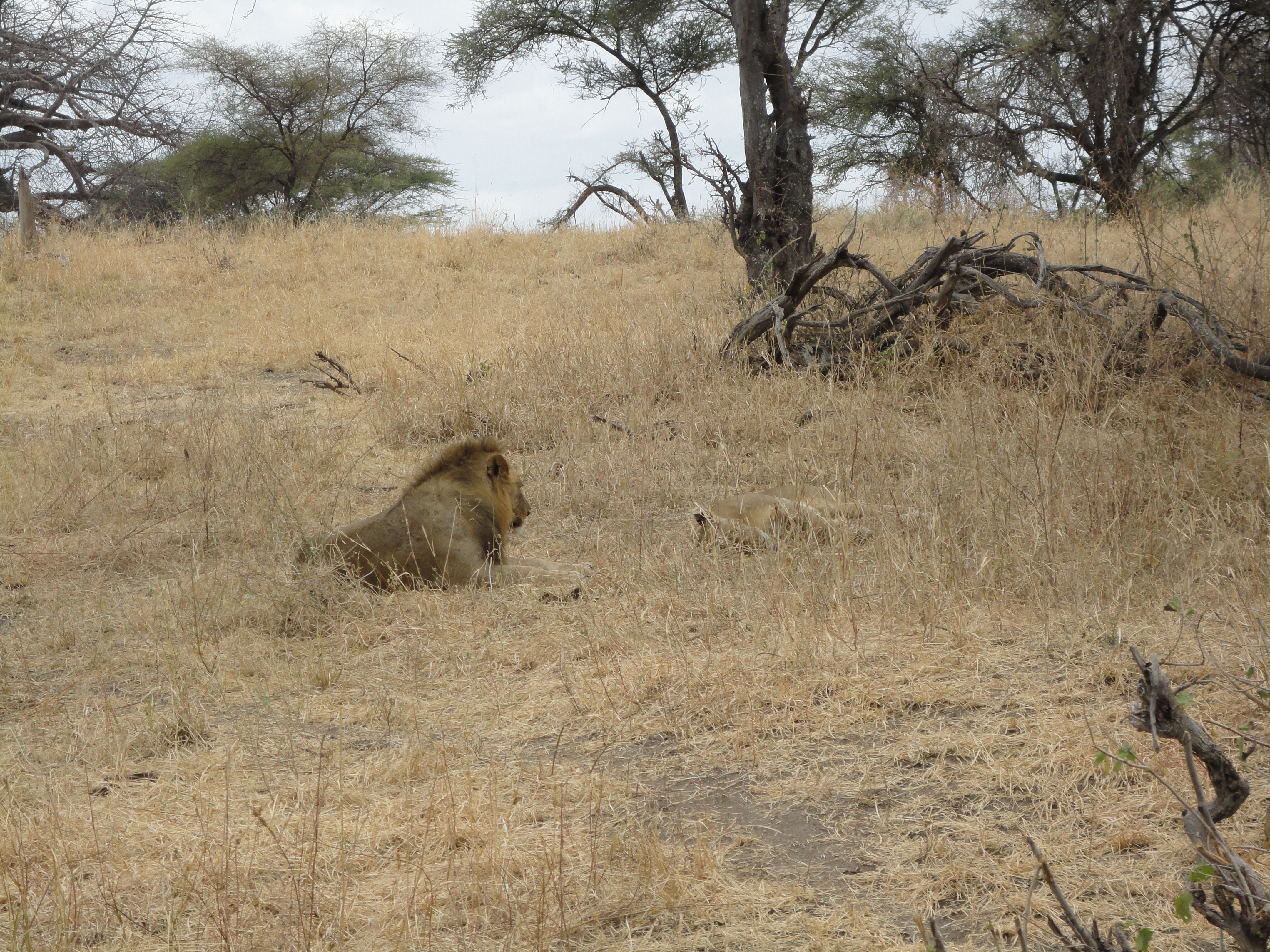
Лев
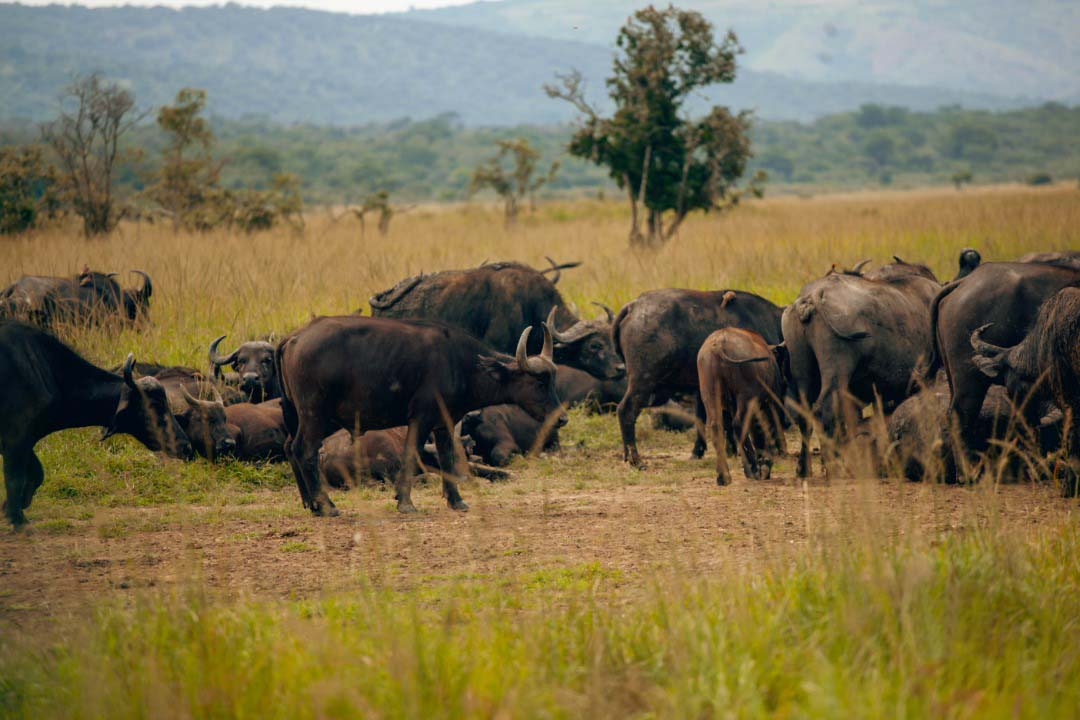
Буйволы
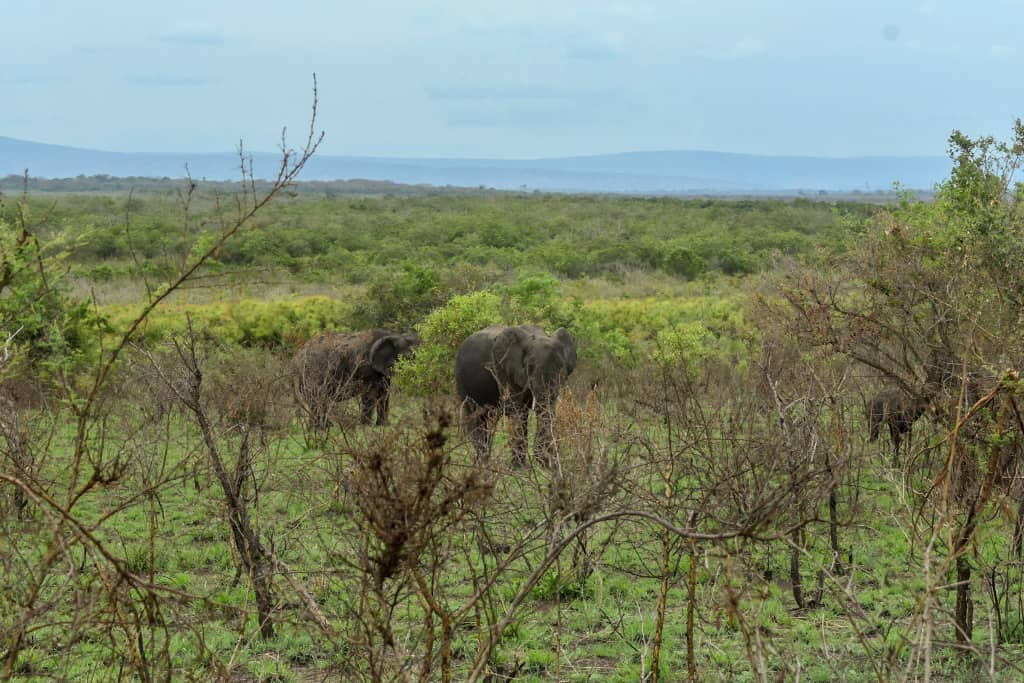
Слоны
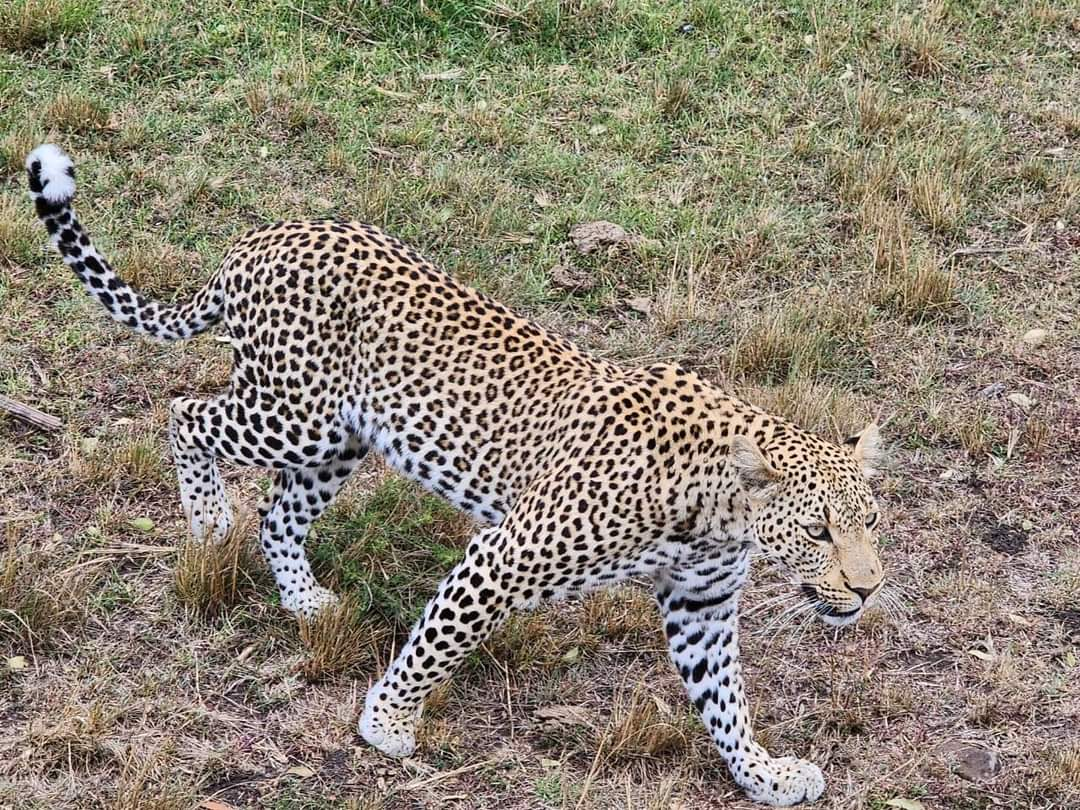
Леопард

### Птицы
В парке обитает 750 видов птиц, от водоплавающих до лесных, а также видов, характерных для саванны. Есть ряд видов, эндемичных для парка, а также таких редких, как папирус гонолек (крикливый певчий сорокопут), который встречается в папирусных болотах. В парке также водятся местные краснолицая либия, болотная мухоловка, китоглав. Другие виды: орлан-крикун из рода рыбных орлов, сероспинный сорокопут, белая цапля, черноголовый и чёрный буйволовый ткач, пегий ворон, длиннохвостый орёл и молотоглав.

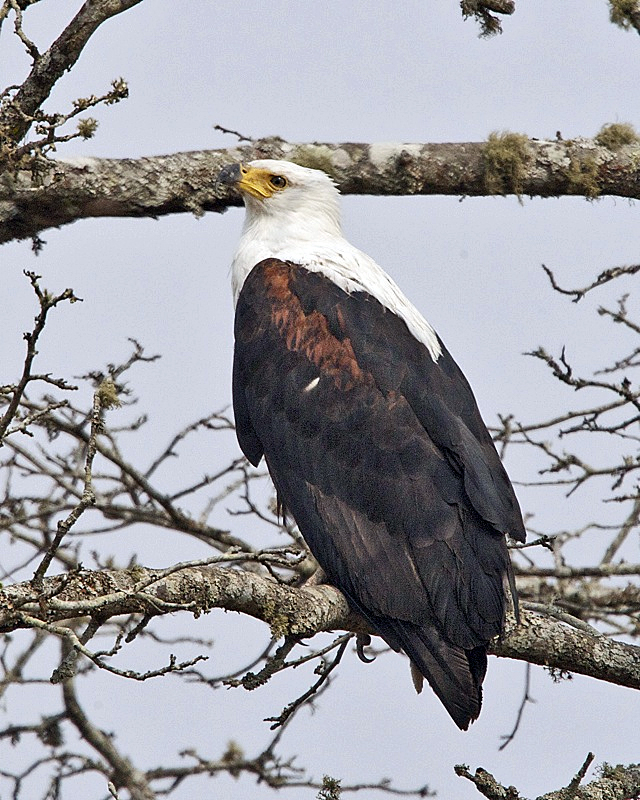
Орлан-крикун
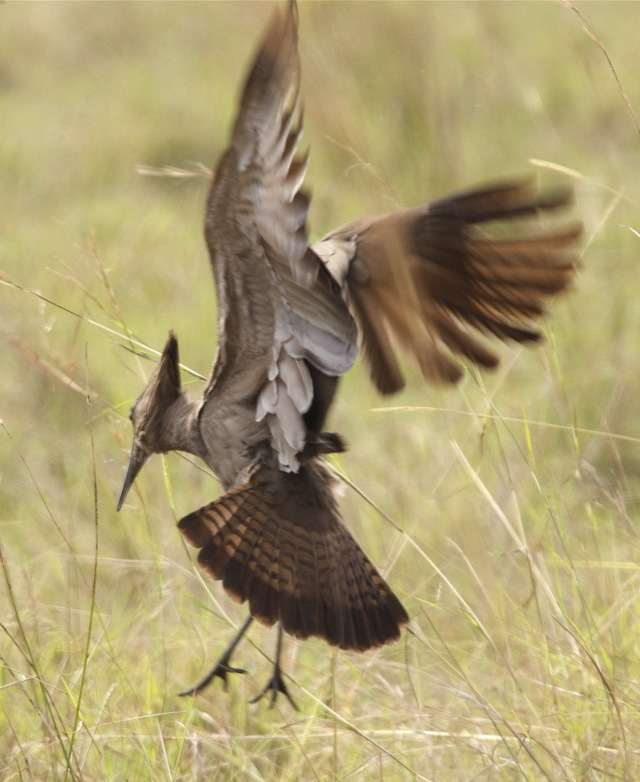
Молотоглав
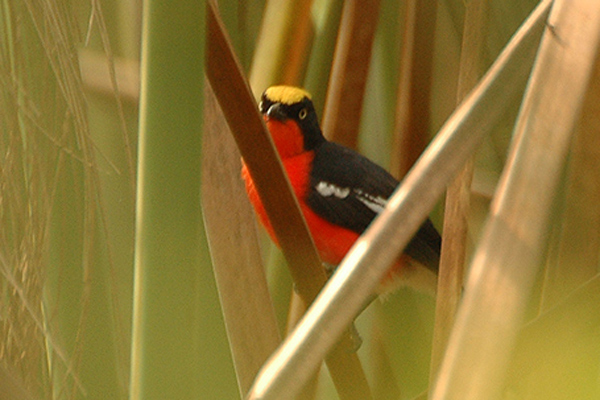
Крикливый певчий сорокопут

## Управление
Более 20 лет назад[когда?] парк был на грани непоправимого упадка. Последствия геноцида тутси 1994 года оказали разрушительное воздействие на окружающую среду. В 2010 году Сеть африканских парков в партнерстве с Советом по развитию Руанды взяли на себя управление национальным парком Акагера, изменив развитие парка в сторону процветания и надежды. Управляющая компания Akagera была образована в 2010 году как совместный орган управления национальным парком Акагера. В течение следующих 5 лет на территорию национального парка было потрачено 10 млн долларов при финансовой поддержке фонда Говарда Баффета. Целями были повышение безопасности национального парка и реинтродукция местных вымерших видов. Принятые меры безопасности включали: строительство ограждения западной границы протяжённостью 120 км; работу вертолёта воздушного наблюдения; подготовку экспертной группы по выслеживанию и защите носорогов и кинологического подразделения по борьбе с браконьерством.

## Туризм
В 2008 году нацпарк посетили 15 000 человек, а в 2010 году — 8800. В том же 2010 году Африканские парки взяли на себя управление Акагерой в партнёрстве с советом по развитию Руанды, после чего поток туристов стал расти. В 2017 году численность посетителей превысила 37 тыс., что принесло парку 1,6 млн долларов. В 2018 году эти показатели составили соответственно 44 тыс. и 2 млн, а в 2019-м — 49 тыс. и 2,2 млн. В 2020 году из-за пандемии COVID-19 в парке побывало всего 15 тыс. человек, что привело к значительному падению доходов парка. В 2022 году количество платных посетителей повысилось до 34 тыс., и 92 % эксплуатационных расходов покрывались за счет парка.
| Год  | Кол-во посетителей | Доход, $  |
| ---- | ------------------ | --------- |
| 2008 | 15 000             | 1 200 000 |
| 2010 | ↘8800              |           |
| 2011 | ↗14 000            | 1 300 000 |
| 2012 | ↗17 000            | 1 500 000 |
| 2013 | ↗18 000            |           |
| 2014 | ↗22 000            |           |
| 2016 | ↗35 000            |           |
| 2017 | ↗37 284            | 1 600 000 |
| 2018 | ↗44 066            | 2 000 000 |
| 2019 | ↗49 000            | 2 200 000 |
| 2020 | ↘15 844            | 750 000   |
| 2022 | ↗34 000            | 1 200 000 |